# APEC Indonesia 2013
APEC Indonesia 2013 là hội nghị thường niên lần thứ 25 của các nhà lãnh đạo APEC. Nó được tổ chức tại Bali từ ngày 5-7 tháng 10 năm 2013. Hội nghị thượng đỉnh cũng chứng kiến sự phục hồi việc mặc trang phục truyền thống, vốn đã bị Tổng thống Mỹ Barack Obama tạm ngưng một cách rõ ràng hai năm trước đó.

## Người tham dự
Đây là cuộc họp APEC đầu tiên của Thủ tướng Úc Tony Abbott, Chủ tịch Trung Quốc Tập Cận Bình, Thủ tướng Nhật Bản Shinzō Abe (trong sự trở lại của ông), Tổng thống Hàn Quốc Park Geun-hye và Tổng thống Mexico Enrique Peña Nieto kể từ khi họ nhậm chức lần lượt vào các ngày 18 tháng 9 năm 2013, Ngày 15 tháng 3 năm 2013, ngày 26 tháng 12 năm 2012, ngày 25 tháng 2 năm 2013 và ngày 1 tháng 12 năm 2012.
Đây cũng sẽ là cuộc họp APEC cuối cùng của Tổng thống Chile Sebastián Piñera (người đã từ chức ngày 11 tháng 3 năm 2014 sau cuộc bầu cử Chile năm 2013), cũng như Thủ tướng Thái Lan Yingluck Shinawatra (người bị lật đổ vào ngày 7 tháng 5 năm 2014 sau khủng hoảng chính trị Thái Lan 2013–14) và chủ nhà, Tổng thống Indonesia Susilo Bambang Yudhoyono (người đã từ chức vào ngày 20 tháng 10 năm 2014 sau cuộc bầu cử tổng thống Indonesia năm 2014).
Tổng thống Hoa Kỳ Barack Obama đã hủy bỏ chuyến đi của mình do chính phủ liên bang Hoa Kỳ ngưng hoạt động năm 2013, ông đã gửi ngoại trưởng John Kerry thay thế vào vị trí của mình.
| Những người tham dự Hội nghị các Nhà lãnh đạo Kinh tế APEC 2013                                                     | Những người tham dự Hội nghị các Nhà lãnh đạo Kinh tế APEC 2013 | Những người tham dự Hội nghị các Nhà lãnh đạo Kinh tế APEC 2013 | Những người tham dự Hội nghị các Nhà lãnh đạo Kinh tế APEC 2013 |
| Nước thành viên | Chức vụ                                                         | Tên                                                             |                                                                 |
| --- | --------------------------------------------------------------- | --------------------------------------------------------------- | --------------------------------------------------------------- |
| Úc | Thủ tướng                                                       | Tony Abbott                                                     |                                                                 |
| Brunei | Sultan                                                          | Hassanal Bolkiah                                                |                                                                 |
| Canada | Thủ tướng                                                       | Stephen Harper                                                  |                                                                 |
| Chile | Tổng thống                                                      | Sebastián Piñera                                                |                                                                 |
| Trung Quốc | Chủ tịch                                                        | Tập Cận Bình                                                    |                                                                 |
| Hồng Kông | Đặc khu trưởng                                                  | Lương Chấn Anh                                                  |                                                                 |
| Indonesia | Tổng thống                                                      | Susilo Bambang Yudhoyono (chủ nhà)                              |                                                                 |
| Nhật Bản | Thủ tướng                                                       | Shinzō Abe                                                      |                                                                 |
| Hàn Quốc | Tổng thống                                                      | Park Geun-hye                                                   |                                                                 |
| Malaysia | Thủ tướng                                                       | Najib Razak                                                     |                                                                 |
| México | Tổng thống                                                      | Enrique Peña Nieto                                              |                                                                 |
| New Zealand | Thủ tướng                                                       | John Key                                                        |                                                                 |
| Papua New Guinea | Thủ tướng                                                       | Peter O'Neill                                                   |                                                                 |
| Peru | Tổng thống                                                      | Ollanta Humala                                                  |                                                                 |
| Philippines | Tổng thống                                                      | Benigno Aquino III                                              |                                                                 |
| Nga | Tổng thống                                                      | Vladimir Putin                                                  |                                                                 |
| Singapore | Thủ tướng                                                       | Lý Hiển Long                                                    |                                                                 |
| Đài Loan | Đại diện đặc biệt                                               | Vincent Siew                                                    |                                                                 |
| Thái Lan | Thủ tướng                                                       | Yingluck Shinawatra                                             |                                                                 |
| Hoa Kỳ* | Ngoại trưởng                                                    | John Kerry                                                      |                                                                 |
| Việt Nam | Chủ tịch                                                        | Trương Tấn Sang                                                 |                                                                 |
| (*) Tổng thống Mỹ Barack Obama đã không tham dự hội nghị thượng đỉnh. Đại diện đã được gửi và tham dự thay mặt ông. |                                                                 |                                                                 |                                                                 |